# Zoológico Bíblico de Jerusalém
O Zoológico Bíblico  de Jerusalém ( hebraico:גן החיות התנ"כי בירושלים על שם משפחת טיש) também chamado de  'Jerusalem Biblical Zoo' , é um jardim zoológico público em Jerusalém, no Estado de Israel. Ele tem todos os animais citados na Bíblia. O zoológico foi fundado em Jerusalém em 1940. Ele se mudou muitas vezes até estabelecer-se em um local permanente perto de bairro de Givat Masua em 1993.Também com aquários dedicados aos peixes da Terra de Israel.